# Кошелевка (Житомирская область)
Кошеле́вка (укр. Кошелі́вка) — село на Украине, находится в Пулинском районе Житомирской области.
Код КОАТУУ — 1825482201. Население по переписи 2001 года составляет 590 человек. Почтовый индекс — 12015. Телефонный код — 4131. Занимает площадь 2,683 км².

## Адрес местного совета
12015, Житомирская область, Пулинский р-н, с. Кошелевка, ул. Ленина, 19